# Frøya (île)
Pour les articles homonymes, voir Frøya.
Frøya est une grande île habitée de la commune de  Frøya, en mer de Norvège dans le comté de Trøndelag en Norvège.

## Description
L'île de 152 km2 représente environ 63% de la superficie de la municipalité de Frøya. L'île se trouve dans un grand archipel d'îles dans la mer de Frøyhavet, juste au nord-ouest de l'entrée du Trondheimsfjord. Le Frøyfjorden (en) se trouve au sud de l'île et la sépare de la grande île de Hitra.
L'île est rocheuse avec des landes couvertes de bruyère ainsi que des marais et des lacs. Il n'y a pas de zones naturellement boisées sur l'île. Les côtes sud et est sont relativement lisses, mais la côte nord est très découpée avec de nombreux fjords et criques. Le phare de Sletringen se trouve à la pointe sud-ouest de l'île.  C'est le plus haut phare de Norvège.
L'île est reliée au continent via le tunnel de Frøya qui la relie à l'île voisine de Hitra. L'île de Hitra est ensuite reliée au continent par le tunnel Hitra.

## Galerie

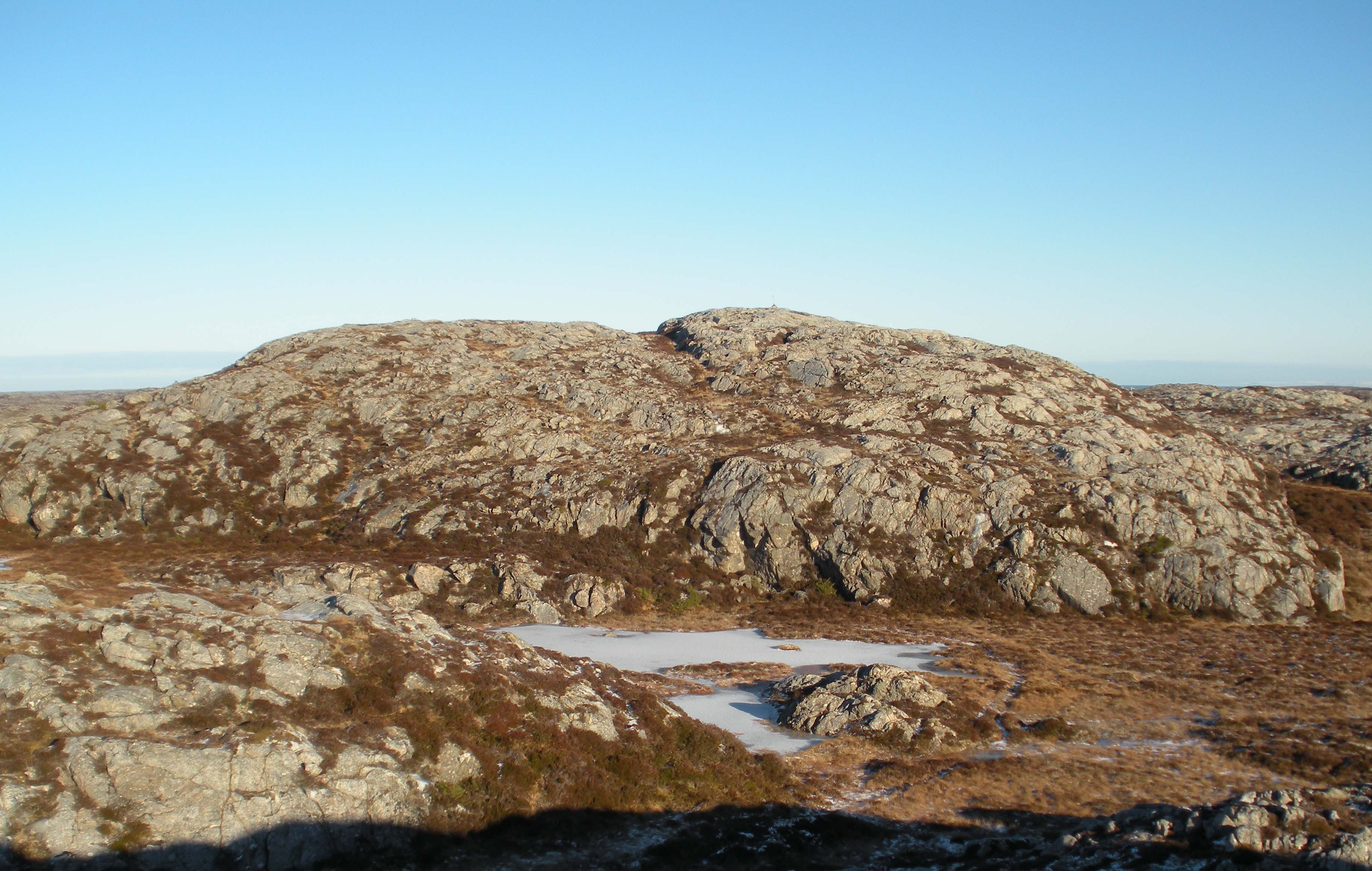
Besselvassheia
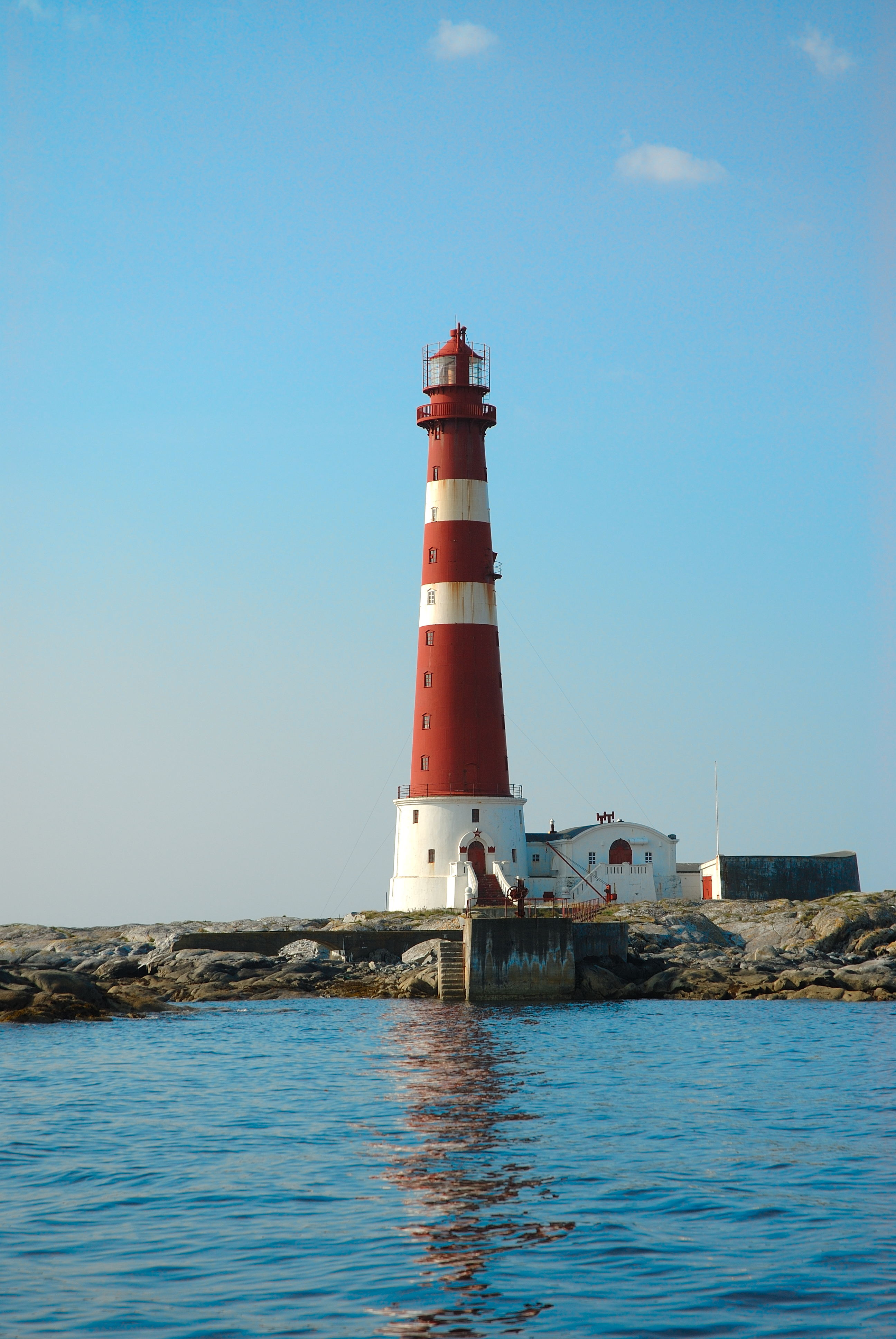
Phare de Slettringen